# Orange Order

Flaga oranżystów

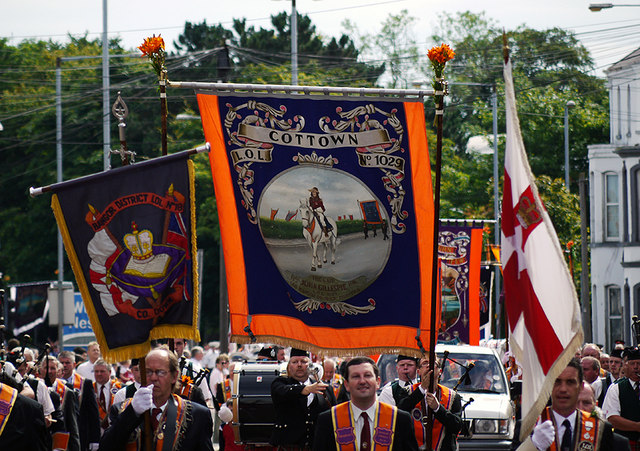
Marsz oranżystów w Bangor 12 lipca 2010

Orange Order (z ang. dosł. „pomarańczowy zakon” lub „zakon orański”) – organizacja protestancka działająca w Irlandii Północnej. Założona w 1795 roku w celu zapobieżenia emancypacji irlandzkich katolików, obecnie zrzesza zwolenników utrzymania przynależności Irlandii Północnej do Zjednoczonego Królestwa. Członkowie organizacji zwani są oranżystami (Orangemen).
Nazwa organizacji nawiązuje do króla Wilhelma III Orańskiego, który zdetronizował ostatniego katolickiego króla Anglii, Jakuba II Stuarta.
Organizacja, wzorowana na masonerii, zorganizowana jest na kształt zakonu, ze stojącym na czele wielkiej loży (Grand Lodge) wielkim mistrzem (Grand Master). W początkowym okresie działalności miała charakter tajny. Według danych podawanych przez organizację, w listopadzie 2009 roku organizacja liczyła około 38 000 członków w Irlandii, a 100 000 na całym świecie (głównie w pozostałych częściach Wielkiej Brytanii i innych krajach Wspólnoty Narodów). Szacuje się, że w latach 60. XX wieku było ich około 65 000.
Istotnym elementem działalności Orange Order jest organizowanie pochodów, m.in. corocznego marszu 12 lipca, upamiętniającego zwycięstwo Wilhelma III nad jakobitami w bitwie nad Boyne (1691). Uczestnicy pochodów tradycyjnie noszą pomarańczowe szarfy, czarne meloniki i białe rękawice. Istotnym elementem są też flagi i sztandary przedstawiające m.in. sceny z historii ruchu oranżystów. Manifestacje te wzbudzają kontrowersje – przez wielu katolików określane są mianem triumfalistycznych czy sekciarskich, a ze względu na to, że trasy marszów niejednokrotnie przebiegają przez dzielnice zdominowane przez katolików i zwolenników zjednoczenia Irlandii, uznawane są za prowokacyjne.